# Epipodocarpus andinus
Epipodocarpus andinus là một loài bọ cánh cứng trong họ Cerambycidae.